# Nitócris I
Nitócris I, também conhecida como Nitócris, a Grande, foi uma adoradora divina de Amom que ocupou o cargo entre 656 e 586 a.C., na época XXVI dinastia egípcia.
Nitócris era filha do rei Psamético I, que no início do seu reinado não controlava politicamente todo o Egito, já que apenas governava a região do Delta do Nilo.
Os eventos que permitem reconstituir a sua ascensão ao cargo de adoradora divina encontram-se registados na chamada "estela da adopção", erigida em Carnaque. Em 655 a.C. Psamético enviou a sua filha Nitócris num barco de Saís para Tebas, onde chegou passados dezasseis dias. Esta cidade, situada no sul do Egito, era a sede do poder das adoradoras divinas de Amom, cargo que na época tinha suplantado o de sumo sacerdote de Amom e que gozava de poder político na região. Xepenupete II, adoradora divina em funções, adoptou Nitócris como sua sucessora, acto através do qual se reconhecia a soberania do pai de Nitócris. Esta entronização serviu motivos políticos, funcionando como momento de reunificação do Egito. 

Em 594 a.C. Nitócris adoptou como sucessora Anquesneferibré, com a qual viria a governar durante nove anos. Faleceu em 585 a.C., já no reinado de Apriés.